# Rigodium argentinicum
Rigodium argentinicum là một loài rêu trong họ Rigodiaceae. Loài này được (Müll. Hal.) Kindb. mô tả khoa học đầu tiên năm 1891.